# Віенибе (Укмерге)
Футбольний клуб «Віенибе» Укмерге (лит. Futbolo klubas Ukmergės Vienybė) — колишній литовський футбольний клуб з Укмерге, що існував у 1962—2005 роках.

## Досягнення
- А-ліга/Чемпіонат Литовської РСР
  - Срібний призер (2): 1974, 1976
  - Бронзовий призер (1): 1971
- Кубок Литви
  - Володар (1): 1975
  - Фіналіст (1): 1969.